# Chuột đá Úc
Chuột đá Úc (Pebble-mound mouse) là một nhóm các loài gặm nhấm phân bố tại nước Úc, gồm một số loài trong chi Pseudomys. Chúng là những con chuột nhỏ, lông nâu với đuôi màu nâu đỏ, trung bình và dài. Không giống như một số loài Pseudomys khác, chúng có tập tính làm tổ tại các hốc đá xung quanh hố, đóng một vai trò quan trọng trong đời sống xã hội của chúng.

## Phân loại
Có 05 loài phân bố bổ sung của phân loại chuột cọ ở bắc Úc. Sự phân bố của chúng dường như bị hạn chế bởi điều kiện khí hậu và sự sẵn có của đá sỏi và được cho là kết quả của sự phân tán tại kỷ Pleistocene sớm ở các khu vực mà bây giờ không còn khả năng đối với những con chuột này. Không có loài nào trong số bốn loài đang bị nguy cấp. Những con chuột này bao gồm:
- Pseudomys chapmani), Pilbara một vùng thuộc Tây Úc), chúng được mô tả đầu tiên vào năm 1980[1]
- Pseudomys johnsoni, từ vùng Kimberley (Tây Úc) cho tới lãnh thổ phía Bắc và tới bang Queensland, chúng được mô tả lần đầu vào năm 1985, trong đó loài Pseudomys laborifex được mô tả lần đầu vào năm 1986[2] nhưng hai loài này có quan hệ rất gần gũi và có ý kiến cho rằng chúng chỉ là một loài[3].
- Pseudomys calabyi miền Bắc lãnh thổ Úc, được mô tả lần đầu tiên vào năm 1987, nó được mô tả là một phân loài của loài Pseudomys laborifex, nhưng sau đó được ghi nhận là một loài riêng[1]
- Pseudomys patrius miền Đông bang Queensland, được mô tả lần đầu tiên vào năm 1909. Nó có quan chệ chặt chẽ với loài Pseudomys delicatulus nhiều mô tả cho rằng chính nó là chuột đá Úc vào năm 1991[4]

## Đặc điểm
Những con chuột cọ xù nhỏ, giống chuột, khoảng 12 đến 15 gram (0.42 đến 0.53 oz). Các phần trên có màu nâu, từ màu xám nâu ở một số con chuột đá cuội Kakadu đến màu vàng nâu ở chuột sỏi phía đông. Các phần dưới là màu trắng và được phân chia rõ ràng từ phía trên trừ con chuột phía đông. Chiều dai đuôi dao động từ khoảng chừng nào đầu và cơ thể của con chuột cối đá Kakadu dài hơn nhiều trong con chuột cối đá cuội phía tây. Nó có màu nâu hoặc xám ở trên và đồng đều màu nâu nhạt ở các loài khác.